# 乌苏埃河
乌苏埃河（法語：Oussouet，法語發音：[uswɛ]）是法国奥克西塔尼大区上比利牛斯省的河流，是加耶斯特河的左支流，长15.73千米。